# Friedrich Kolander
Friedrich Kolander (* 12. November 1904 in Straßburg, Elsass; † 29. Januar 1979 in Berlin) war ein deutscher Schauspieler und Regisseur, der auch Theaterstücke geschrieben hat.

## Leben
Kolander absolvierte seine Schulzeit in Hannover und studierte in Marburg, München und Berlin. Als Theaterschauspieler debütierte er 1928 im Landestheater Coburg, wo er später auch Regie führte. Später wirkte er an Bühnen in Oldenburg, Magdeburg, Hannover, Kiel, Frankfurt und Gelsenkirchen. 
Mit seinem erstmals 1953 in Braunschweig aufgeführten Schauspiel Die Stunde Null fand er auch als Dramatiker hohe Anerkennung. Für das Stück wurde er mit dem Gerhart-Hauptmann-Preis ausgezeichnet. Ein weiteres Stück Kolanders trägt den Titel Ballade in Texas. Die Uraufführung fand 1954 in Braunschweig statt.
Kolander arbeitete auch als Sprecher für das Hörspiel. In der Buddenbrooks-Vertonung von 1965 spielte er den Schuldirektor Wulicke. In den drei Hörspielen nach Michael Endes Jim Knopf, die 1971 von Philips/Phonogram produziert wurden, hatte er Sprechrollen.

## Werke
- Die Stunde Null (1953)
- Ballade in Texas (1954)
- Aschenputtel, frei nach den Gebrüdern Grimm